# Tuineje

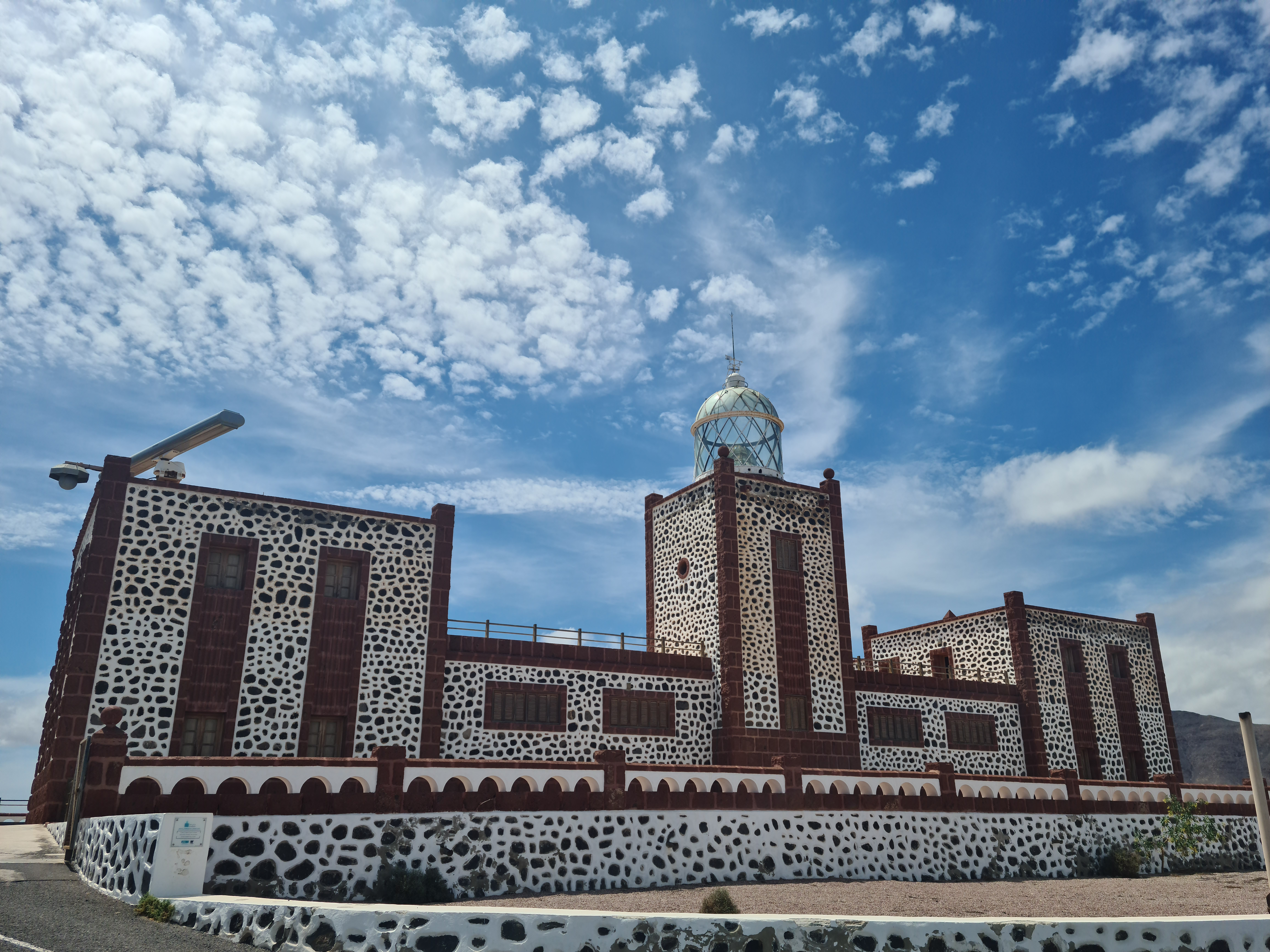
Der Leuchtturm Faro de la Entallada

Tuineje ist eine der sechs Gemeinden der zu Spanien gehörenden Kanarischen Insel Fuerteventura. Im Ort Tuineje befindet sich die Gemeindeverwaltung. Die bei weitem größte Siedlung ist Gran Tarajal.

## Geschichte
Das heutige Fest in Tuineje, das auch als Jurada de San Miguel (Rache des Heiligen Michael) bekannt ist, hat folgenden Hintergrund: Bei einem weit zurückliegenden Überfall der Engländer verlor eine Statue des Heiligen einen Arm, und aus Rache soll der Heilige Michael den Bürgern des Ortes im Oktober 1740 zu ihrem Sieg verholfen haben. Bei der Schlacht von Tamacite rückte ein britisches Expeditionskorps beim heutigen Gran Tarajal plündernd nach Tuineje vor. Mit Hilfe von wenigen Dromedaren als lebende Schutzschilde, und mit wenigen Gewehren bewaffnet, gelang es einigen von ihrem Bürgermeister gewarnten Bauern, am Montaña de Tamacite die Hälfte der zahlenmäßig überlegenen, gut bewaffneten Eindringlinge zu schlagen und in die Flucht zu treiben. Dabei wurden neben anderen Waffen auch zwei Kanonen erbeutet, die heute den Eingang des Inselmuseums von Betancuria zieren. Dieses Ereignis ging als Schlacht von Tamacite in die Geschichte ein.

## Orte der Gemeinde
Die Bevölkerungszahlen in Klammern stammen aus dem Jahr 2011.
- Gran Tarajal (7.323)
- Tarajalejo (1.296)
- Tesejerague (1.208)
- Tuineje (944)
- Las Playitas (832)
- Giniginamar (578)
- Tiscamanita (478)
- Juan Gopar (454)
- Teguital (291)
- Las Casitas (47)

## Sehenswertes
- Die von einer Wehrmauer umgebene, zweischiffige Kirche San Miguel Arcángel in Tuineje wurde 1790 fertiggestellt.
- In Tiscamanita befindet sich die Kapelle de San Marcos, ein schlichter franziskanischer Bau des späten 18. Jahrhunderts.

Das Mühlenmuseum in Tiscamanita
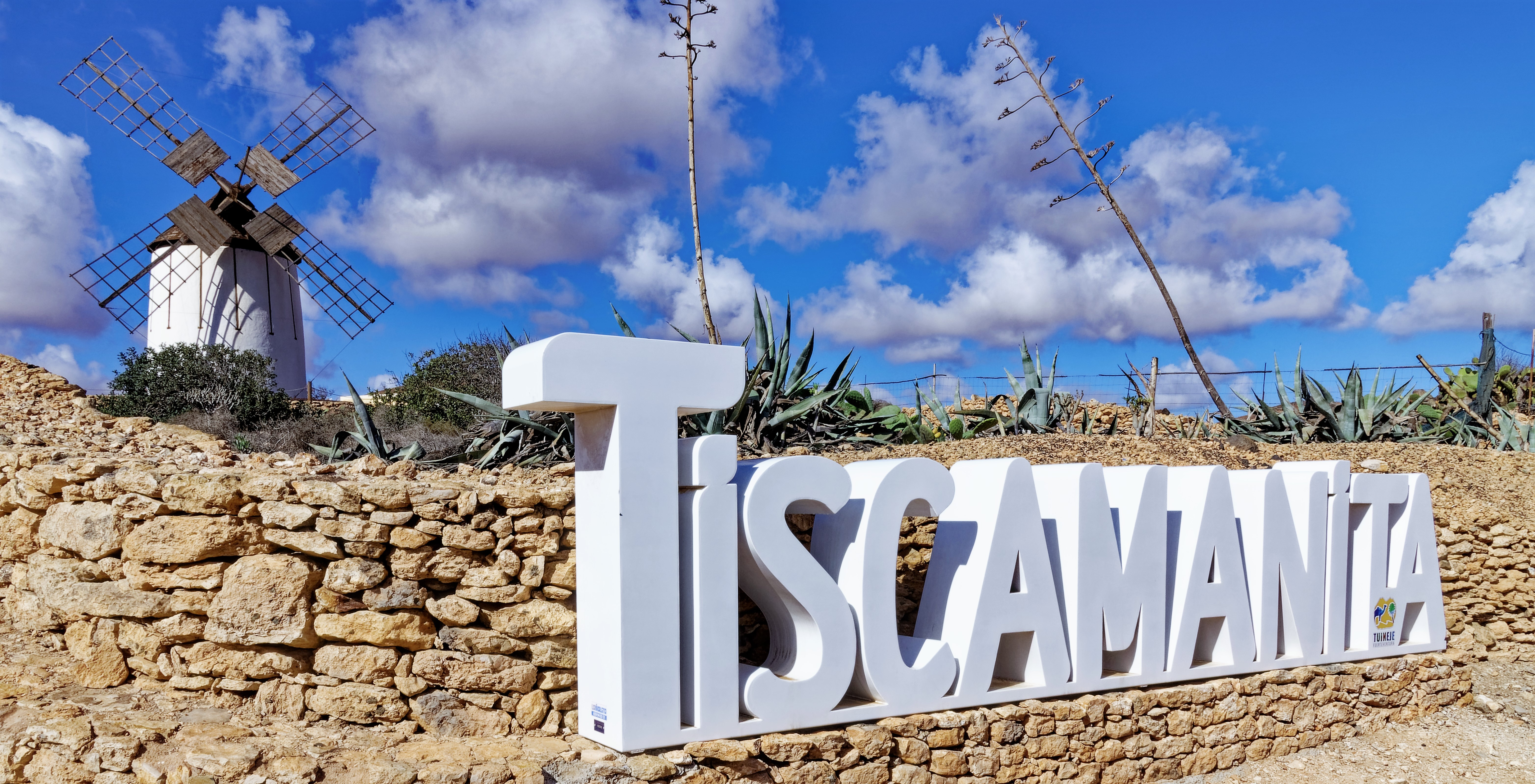
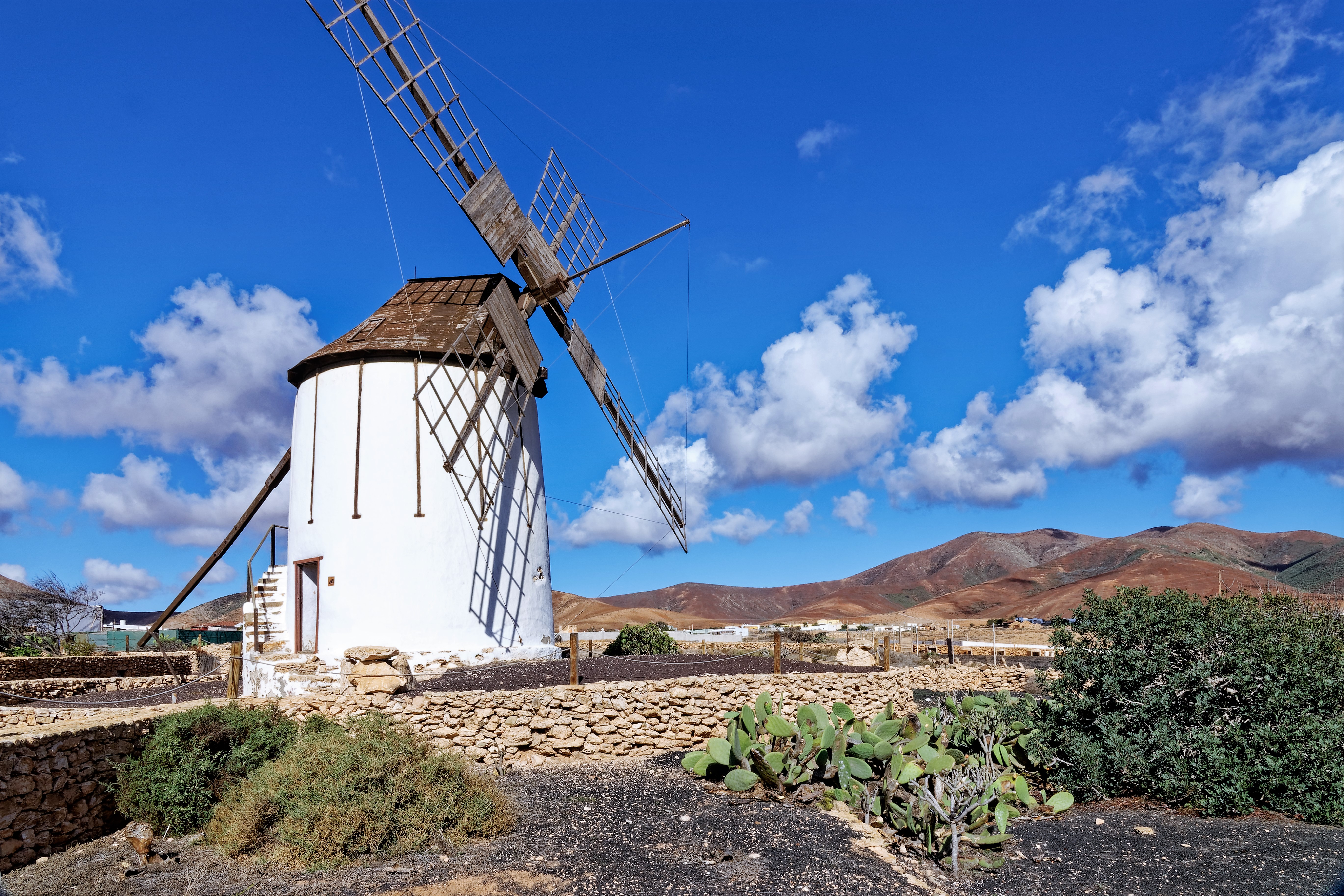
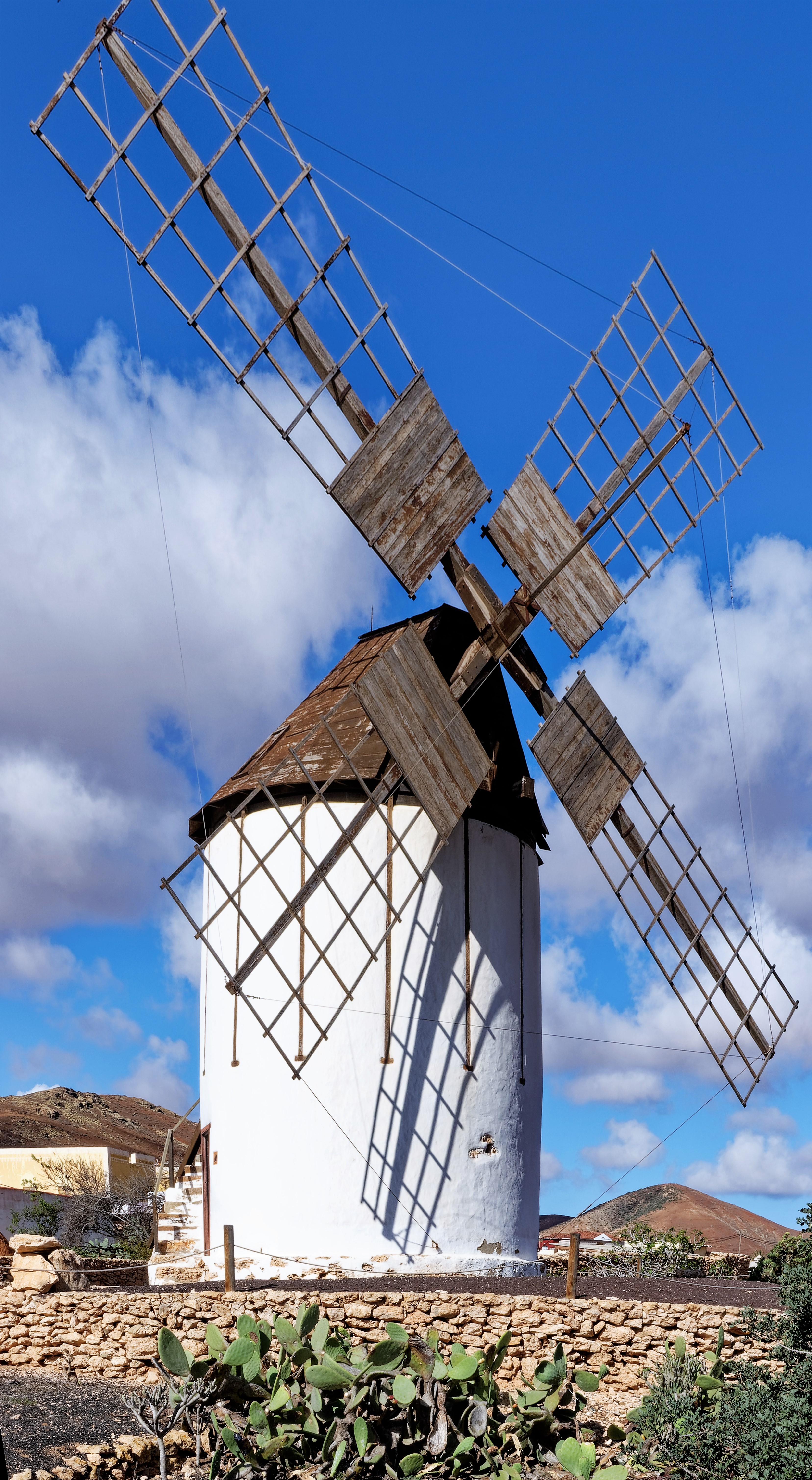
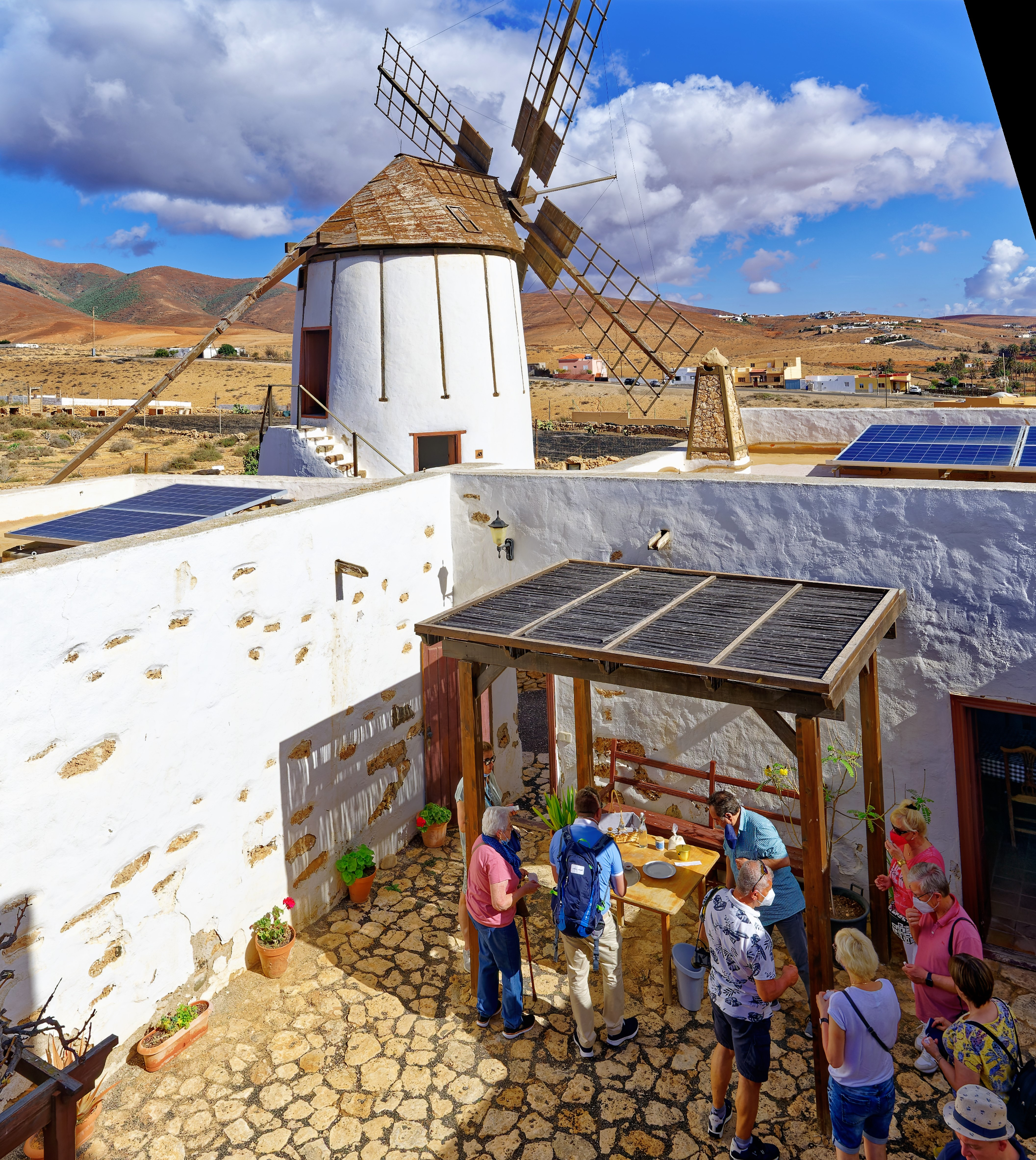
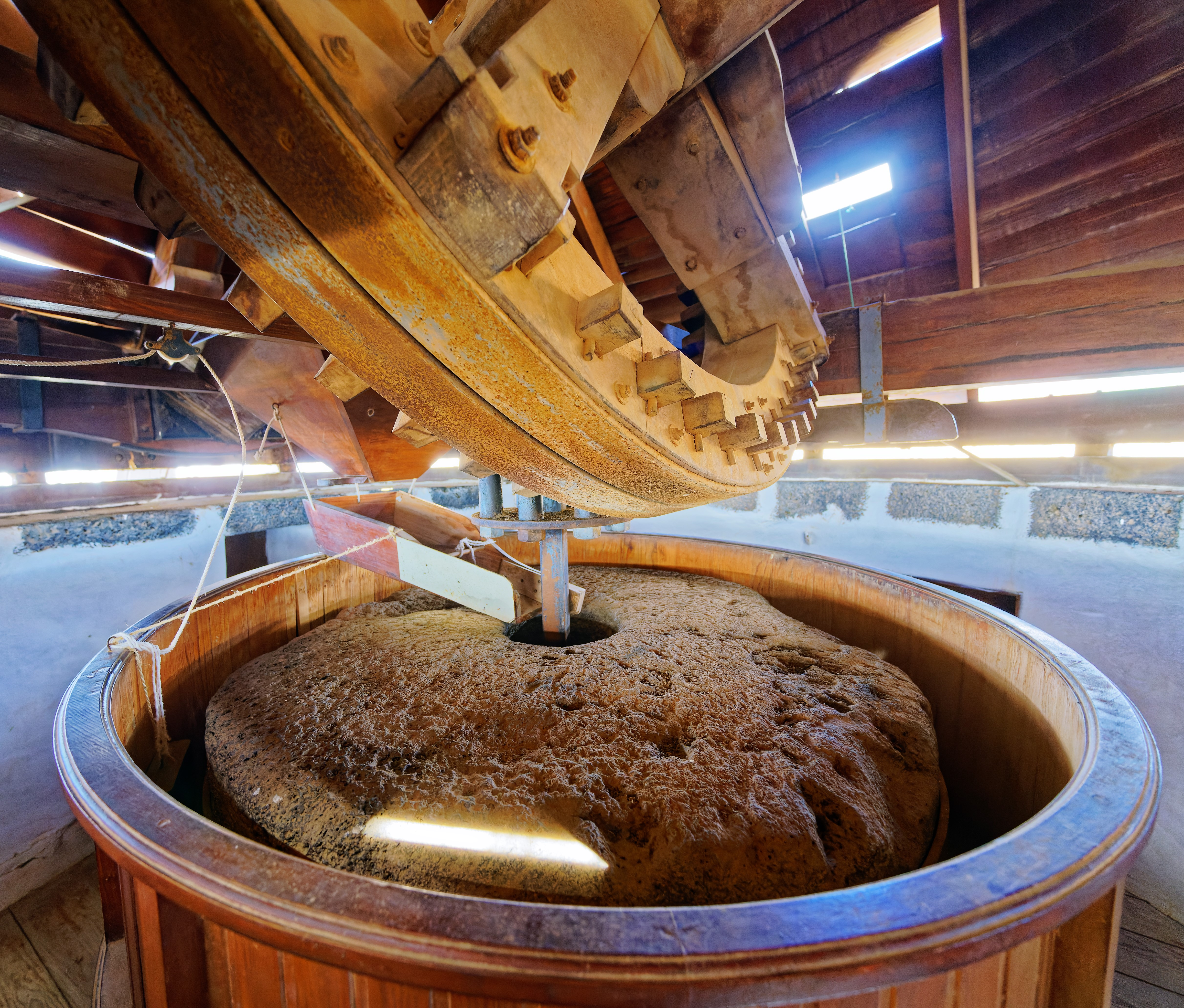
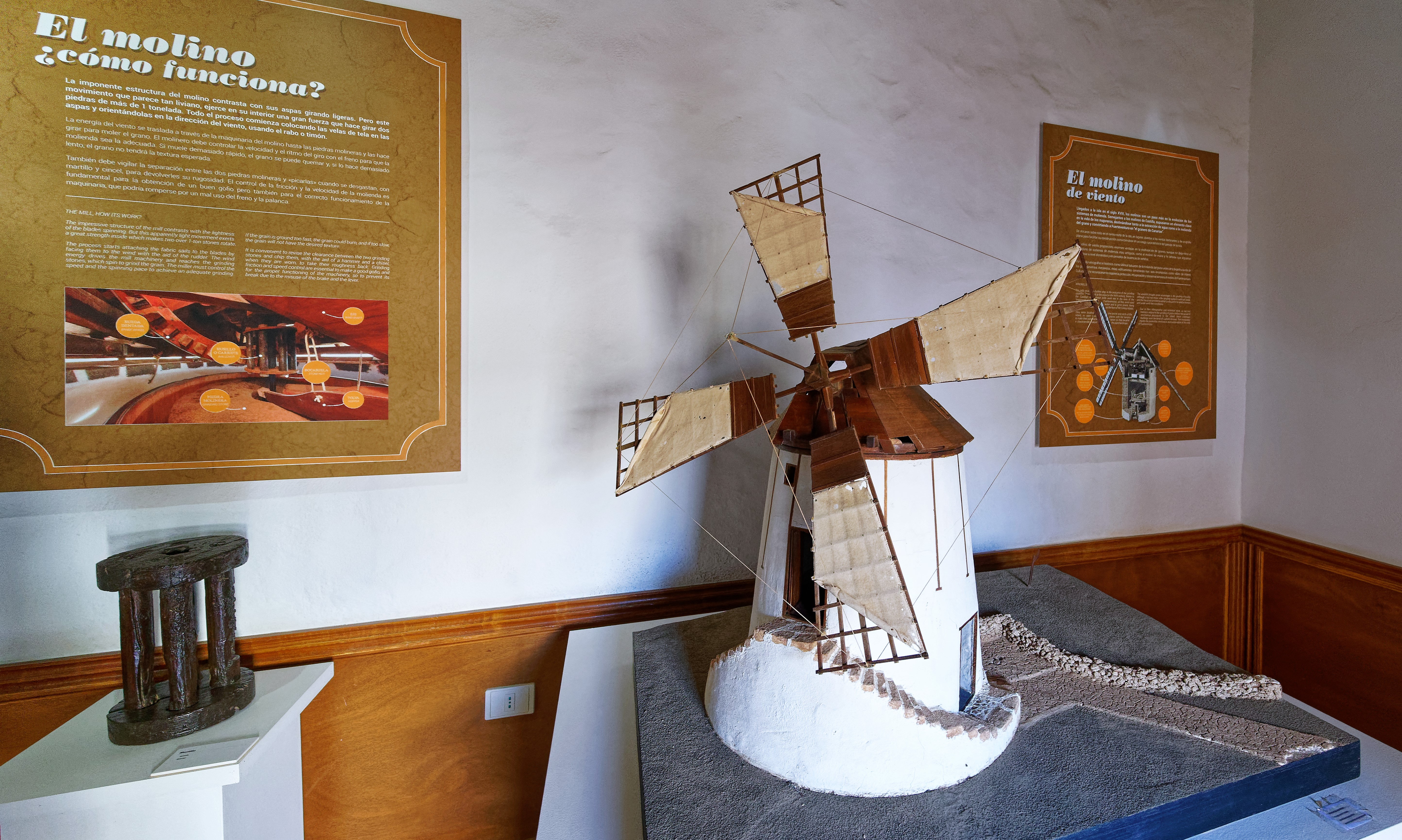
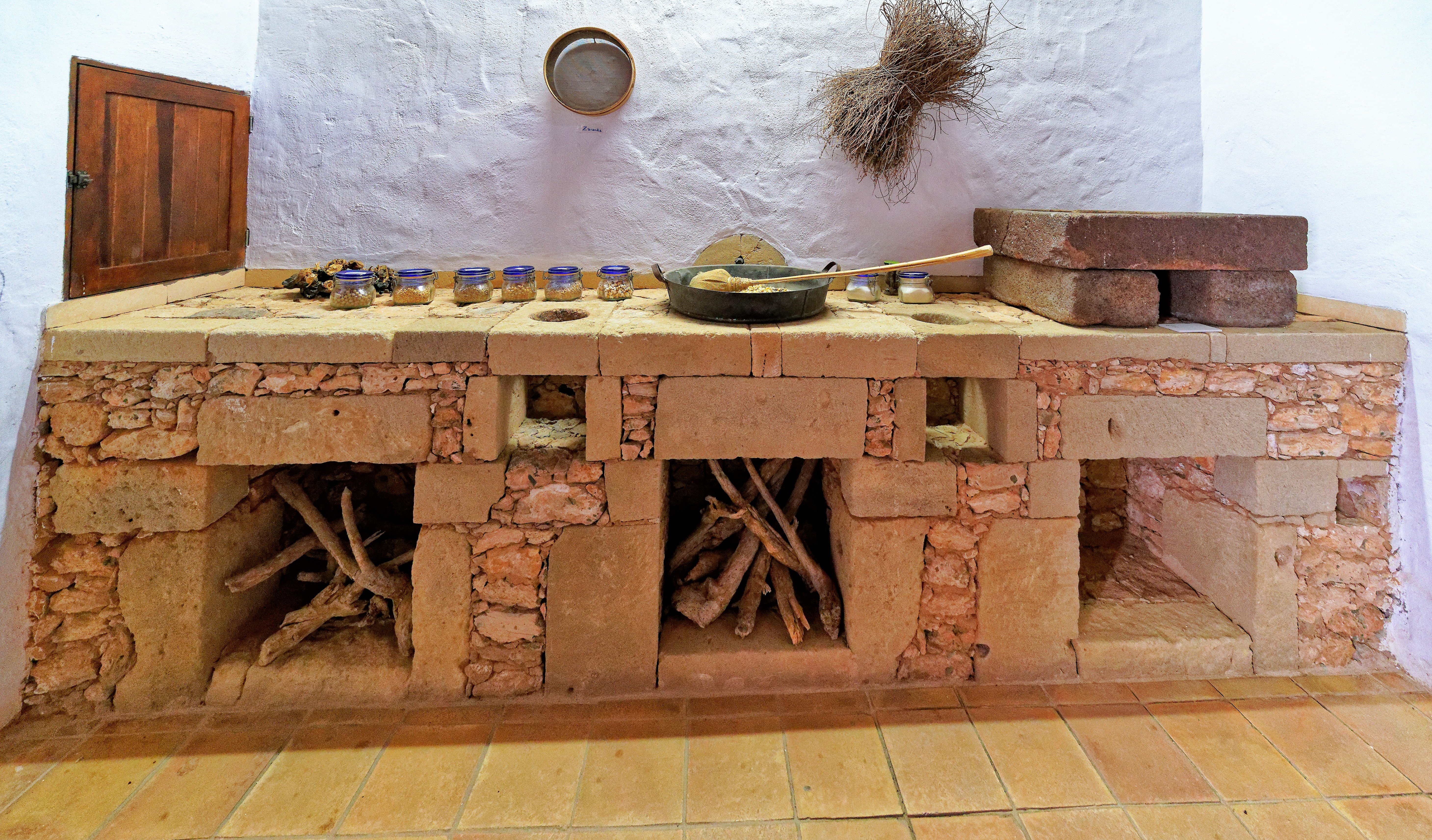

Das Mühlenmuseum Centro de interpretacion Los Molinos in Tiscamanita
- Der Leuchtturm Faro de La Entallada bei Las Playitas wurde 1953 in einer auf der Insel einzigartigen Bauweise errichtet.
- Der Kalkofen von Gran Tarajal ist der größte auf der Insel. Gebrannter Kalk war einst ein wichtiger Exportartikel.